# Ludus de Antichristo
Der Ludus de Antichristo (dt.: Das Spiel vom Antichrist) ist ein geistliches Spiel, das um 1160 in lateinischer Sprache vermutlich in der Region um Tegernsee verfasst wurde. Es stellt den Kampf des Kaisers Barbarossa gegen die mit dem Antichrist verbündeten Fürsten und den Sieg Barbarossas dar, berichtet dann, wie der Kaiser, durch ein Scheinwunder geblendet, selbst dem Antichrist verfällt und schließlich durch Gottes Gnade gerettet wird. Die Dichtung ist in einer Handschrift im Kloster Tegernsee erhalten.

## Inhalt

### 1. Vorspiel
Der Tempel Gottes und sieben Königsthrone sind in einem Halbkreis aufgestellt. Im Osten befindet sich der Tempel; neben ihm befinden sich die Sitze des Königs von Jerusalem und der Synagoge. Im Westen befindet sich der Thron des römischen Kaisers; daneben die Sitze des deutschen und französischen Königs. Gegen Südwesten der Sitz des Königs der Griechen und gegen Süden der Sitz des Königs von Babylonien und der Gentilitas (Sippenverwandtschaft). Der Norden bleibt frei, wahrscheinlich für die Zuschauersitze. Im Mittelraum findet das Spiel statt. Es sind also die in der Zeit des Autors realen Weltmächte sowie die drei großen Weltreligionen (der Islam wird als „Heidentum“ bezeichnet bzw. mit diesem vermischt) vertreten. Kirche und Papst haben keine eigenen Sitze, die Gentilitas teilt sich den Sitz mit dem König von Babylonien.
In einem Auftrittslied (conductus) stellt die Gentilitas den zentralen Gedanken des Polytheismus mit rationalen Argumenten vor. Danach bezieht sie ihren Sitz. Auch die Synagoge und die Juden vertreten in ihrem Auftrittslied ihr Gottesbild, in dem der Glaube an Christus abgelehnt wird und die Hoffnung weiterhin an den verheißenen „Emmanuel“ geknüpft wird. Nachdem auch die Synagoge mit den Juden auf ihren Thron gestiegen ist, erscheint Ecclesia (Kirche) in Frauenkleidern mit Brustpanzer und Krone (als „ecclesia militans“), begleitet an der rechten Seite von Misericordia mit dem Ölkrug und Justitia mit Waage und Schwert zur linken. Ihnen folgt der Apostolicus, zur Rechten vom Klerus, zur Linken vom römischen Kaiser samt seiner Militia begleitet. Diese ganze Gruppe besteigt nach dem Auftrittslied der Ecclesia den Thron des Kaisers. Von dem „conductus“ der Ecclesia sind nur die Worte „Alto consilio“ erhalten. Der Refrain des Chorus bestätigt die Macht des Christentums und verdammt jeden anderen Glauben. Danach treten die Könige der Franken, Griechen und der König von Jerusalem mit ihren Heeren („militia“) auf und nehmen auf ihren Thronen Platz. Der Tempel und einer der Throne (der des deutschen Königs) bleiben leer.

### I. Teil –Kaiserspiel,auchSpiel vom römischen Endkaiserund ähnlich genannt
Nun beginnt die eigentliche Handlung. Der Kaiser sendet Boten zu den einzelnen Königen aus, beginnend mit dem Frankenkönig. Er will die imperiale Macht durch Tributpflicht oder Lehenseid wiederherstellen. Der König der Franken weigert sich und beruft sich auf einen älteren Rechtsanspruch auf das Imperium. Der Kaiser besiegt den Frankenkönig mit Waffen und führt ihn gefangen zu seinem Sitz, um ihn schließlich als Lehensmann aufzunehmen. In formal parallelen Auftritten werden die Könige von Griechenland und von Jerusalem dem römischen Imperium tributpflichtig gemacht. Beide leisten keinen Widerstand. Damit ist die Einigung vollzogen. Nun beginnt der König von Babylon einen Glaubenskrieg der Heidenschaft gegen das Christentum und belagert Jerusalem, wo dieses seinen Ursprung genommen hatte. Der König von Jerusalem schickt Boten an den Kaiser, dem „Defensor ecclesie“, mit der Bitte um Hilfe. Während der Kaiser sein Heer zusammenstellt, erscheint der Engel des Herrn und verheißt die Rettung für „Judea und Jerusalem“. Der Kaiser besiegt den König von Babylon, dieser flieht. Nun betritt der Kaiser den Tempel, betet Gott an und deponiert die Abzeichen seiner Herrschaft (Krone, Szepter und „imperio“, wahrscheinlich der Reichsapfel) auf dem Altar. Damit gibt er Gott die weltliche Herrschaft zurück. Danach nimmt er auf den Thron des deutschen Königs Platz, während die Ecclesia, die mit ihm aus Jerusalem kam, im Tempel verbleibt.

### 2. Vorspiel
Es ist nur die Regieanweisung vorhanden, nach der Ecclesia, Gentilitas und Synagoga (in dieser Reihenfolge) ihre Auftrittslieder singen. Der Kaiser ist aus dem Gefolge der Ecclesia ausgeschieden. Während die Auftrittslieder gesungen werden, schleichen die Heuchler („Ypocrite“) schweigend herum, sie buckeln überall hin, um die Gunst der Laien zu erwerben. Dann versammeln sie sich vor der Kirche und dem Thron des Königs von Jerusalem, der sie ehrenvoll aufnimmt und sich ihrem Rat unterwirft.

### II. Teil – Eigentliches Antichristspiel
Nun erscheint der Antichrist, er trägt ein weißes Obergewand und darunter einen Panzer. Auch er hat eine Gefolgschaft – rechts die Ypocrisi(s), und links die Heresi(s), allegorische Gestalten (wie auch Misericordia und Iustitia). Auch er hat einen „conductus“ – sein Weg ist frei geworden: „Mei regni venit hora.“ Zuerst entwirft er sein politisches Programm: Mit Hilfe seiner Begleiterinnen will er die weltliche und geistliche Herrschaft erringen. Das Andenken an Christus soll vernichtet werden, der Antichrist will dessen Herrlichkeit usurpieren. Die Aufgaben werden verteilt: Ypocrisi soll die Laien verführen, Heresi den Klerus. Ypocrisi flüstert den Heuchlern die Ankunft des Antichrist zu, sofort laufen diese ihm zu. Sie berichten ihm vom Zustand der „sacra religio“ und fordern ihn auf, die Herrschaft zu übernehmen. Nun zeigt der Antichrist sein wahres Gesicht – ohne Obergewand, die Heuchler mit blanken Schwertern – der König von Jerusalem wird gestürzt und der Antichrist gekrönt. Der abgesetzte König von Jerusalem flüchtet sich zum deutschen König und beklagt sich, dass der Kaiser mit der „discessio“ (Auseinandergehen) das Unglück der „lex superstitionis“ hervorgerufen habe. Der Antichrist wird im Tempel installiert, die Ecclesia davongejagt – sie flüchtet zum Papst. Analog zu Teil I errichtet nun der Antichrist sein Reich: Seine Boten sind die Heuchler. Der griechische König wird durch Drohungen gewonnen. Der Antichrist zeichnet ihn und seinen Anhang mit seinem Zeichen (der erste Buchstabe seines Namens) auf der Stirn und der König empfängt die Belehnung durch den Antichrist, wie im Teil I durch den Kaiser. Der König der Franken wird durch Geschenke verführt und vom Antichrist geküsst; danach empfängt er Zeichnung und Belehnung. Beim deutschen König nützen weder Geschenke noch Gewalt. Er besiegt den Antichrist und sein Heer, in dem Griechen und Franken vertreten sind. Daher versucht es der Antichrist mit Scheinwundern. Diese werden mit stummen Handlungen vorgeführt. Die Auferweckung eines scheinbar Gefallenen überzeugt schließlich den deutschen König. Er huldigt dem Antichrist als Kaiser, womit ein erster Höhepunkt erreicht ist. Auch der deutsche König und die Seinen werden gezeichnet und belehnt. Nun besiegt er im Auftrag des Antichrist die widerstrebenden Heiden; der König von Babylon unterwirft sich dem Antichrist und wird von ihm ebenfalls gezeichnet. Schließlich wird auch noch die Synagoge durch die Heuchler, die ihr weismachen, dass der Messias jetzt erschienen sei, überzeugt. Auch sie wird vom Antichrist gezeichnet. Der Antichrist hat den Gipfelpunkt der Macht erreicht; sein Reich ist weltumfassend. Aber sofort danach erscheinen Henoch und Elias und machen die Synagoge nicht nur dem Antichristen abwendig, sondern bekehren sie – nachdem sie ihr den Schleier abnehmen – auch zu Christus. Er, der sich als Messias ausgab, sei in Wirklichkeit der „homo perditionis“, „non est Christus“. Die Synagoge stimmt einen Lobpreis auf die Trinität an. Die Hypocriten berichten dem Antichrist davon, der Propheten und Synagoge vor sein Gericht ruft. Der Antichrist lässt die Propheten und die bekennende Synagoge hinrichten. In der Zwischenzeit singt Ecclesia einen Vers aus dem Hohelied. Noch einmal versammelt der Antichrist die Könige – vergebens – seine Ankündigung der universalen „pax et sicuritas“ bedeutet auch sein Ende. Ein Donner über seinem Kopf stürzt ihn zu Boden, seine Anhänger („omnibus suis“) fliehen. Die Ecclesia nimmt die Reuigen wieder auf, und es wird ein Tedeum angestimmt.

## Die Figuren desLudus

### Der Apostolicus
Der Papst gehört nicht nur zur Kirche und zur Christenheit, sondern war zur Zeit der Dichtung eine reale politische Macht, obwohl er keinen eigenen Thron hat, sondern am Thron des Kaisers Aufstellung nimmt.

### Die Antichristi ministri
Die Sozialkritik an der Kirche verbindet sich mit dem Zweifel an der Gültigkeit ihrer Lehre, und die Hypocriten weisen darauf hin, dass die Glaubwürdigkeit der Verkündigung „schon seit langem erschüttert ist“. Die Heuchelei ist das Fundament der Herrschaft des Antichrist, ihr Wachstum ist der Ketzerei anvertraut. Mit diesen Gestalten und dem Antichrist dringt „das radikal Böse, die vollkommene Eigenliebe und Herrschsucht unter der Maske des Guten in die Welt ein, als Maßnahme der Menschlichkeit zur Herstellung von Frieden und Sicherheit getarnt“.

### Die Heiden
Die Heiden kommen schon in früher Tradition (Sibyllen) vor. Der deutsche Kaiser hatte das Götzenbild nicht zerstört, d. h. die Heiden nicht zum Christentum bekehrt.

### Die Könige
Der Nationalcharakter der Könige wird betont. Am Frankenkönig fällt u. a. die Bevorzugung durch den Antichrist auf. In Szene 58 küsst der Antichrist den Frankenkönig. Dieser Kuss ist nicht nur der brüderliche Kuss des Paulus, sondern besiegelt auch die enge Verbundenheit des Antichrist mit den Franzosen. Der König von Griechenland ist eine schwache Figur, er ist ebenso ohnmächtig wie der König von Jerusalem, beide gehorchen dem Kaiser auf eine bloße Aufforderung, aber ebenso leicht dem Antichrist. Der Antichrist wird als erklärter Feind der Deutschen, als „hostis patriae“ dargestellt; diese sind der Kern des Gottesvolkes, der sich ihm zuletzt ergibt.

### Der Kaiser
Die kaiserliche Aufgabe besteht im Schutz aller Christen als Schirmherr der Kirche. Als solcher kommt er auch dem bedrohten Jerusalem mit einem Kreuzzug zu Hilfe.
Eine wichtige Gestalt dieser Zeit ist der Kanzler Barbarossas, Rainald von Dassel.

### Der Antichrist
Auch der Antichrist gehört zur Welt, er hat ein eigenes Auftrittslied. Mit Hilfe von Ketzerei und Heuchelei gelangt er zur Herrschaft. Die Societas des Satan gehört zur Welt, wie die Heuchler als die Träger und stillen Vorbereiter des antichristlichen Geistes. Als er sein weißes Obergewand abstreift, wird das Zeichen seiner Gewaltherrschaft, der Panzer, sichtbar. Der Antichrist ist nicht möglich ohne die Heuchelei, das Dasein der Heuchler sinnlos und zum Absterben verdammt ohne die Gestaltung ihres Geistes durch den Antichristen.
Bemerkenswert ist auch, dass der Antichrist nicht den Versuch unternimmt, den Papst oder die Ecclesia zu verführen.
Irdisches Leben in Frieden und Wonne hat in christlicher Tradition eine negative Wertung; so haben die Anhänger des Antichrist ein trügerisches Wohlleben.

### Ecclesia
Die Kirche erscheint und handelt selbständig, eine weibliche Figur, mit Krone und Harnisch bekleidet, und von den zwei symbolischen Figuren der Gerechtigkeit mit der Waage und der Barmherzigkeit mit dem Ölkrug begleitet. Das Öl soll die Wunden der Menschheit heilen, und geschöpft wird es aus der Ölquelle, die am Tage der Geburt Christi in der Stadt Rom entsprungen sein soll. Die mittelalterlichen Chroniken sind voll von diesem Wunder.
Die Ecclesia hat wie der Papst keinen eigenen Thron, sondern ihren Platz am Thron des Kaisers. Außer ihrem Auftrittslied, von dem nur der Refrain erhalten ist, greift sie erst am Schluss des Geschehens ein.
Ecclesia hat weder den Abfall ihrer Gläubigen, noch den Tod der Propheten verhindern können. Als die Synagoge und die Propheten hingerichtet werden, erhebt sie ihre Stimme.
Der 1. Vers beinhaltet das Urteil über den Antichrist als den Hochmütigen, der sich auf Reichtum und Macht verließ und nicht der Hilfe Gottes zu bedürfen glaubte.

### Engel
Die Nachricht vom Herannahen des christlichen Heeres wird der Stadt Jerusalem durch einen plötzlich erscheinenden Engel mitgeteilt. Diese übernatürliche Figur war nicht am Schauplatz anwesend.

### Synagoge und Juden
Da in Szene 90 der Schleier von ihren Augen genommen wird, der vorher nicht erwähnt wird, trägt die Synagoge diesen schon bei Beginn des Spiels. Ähnlich wie der Papst in die Machtwandlungen nicht einbezogen ist, steht die Synagoge unbewegt an ihrem Ort, aber sie hat im 2. Hauptteil die entscheidende Rolle. Im Unterschied zum Eingreifen des Heidentums im 1. Hauptteil wird die Mittelstellung des Judentums dahin verwertet, dass dieses beide Rollen zugleich in sich vereinigt: die, den Antichristsieg zu krönen, und dann die andere, durch ihre Bekehrung den Eintritt der Synthese zu ermöglichen. Der Gedanke, dass die Juden verblendet seien, sich der re-velatio verschlössen, ist im Sprachgebrauch des Evangeliums vorgebildet.

### Propheten
Nach der Offenbarung des Johannes sollen zuletzt zwei Zeugen der Wahrheit gegen den Antichrist auftreten. Das sind im Ludus Henoch und Elias. Sie bringen die Synagoge nicht bloß aus dem antichristlichen Abfall zurück, sondern bekehren sie zugleich zu Christus und dem Bekenntnis des dreieinigen Gottes; „wovon unser Drama Anlass nimmt, dem Elias einen vollständigen zweiten Artikel des apostolischen Glaubensbekenntnisses in den Mund zu legen“. Dass der Antichrist sie den Märtyrertod sterben lässt, entspricht der Offenbarung Johannis. Die beiden Propheten gehören in das Reich des Unsichtbaren und Unvergänglichen, wie auch der Engel des Spiels. Wenn diese Gestalten auftreten ist klar, dass die Endzeit gekommen ist. Henoch und Elias sind die einzigen Gestalten, von denen die Heilige Schrift berichtet, dass sie nicht gestorben sind, sondern entrückt wurden. Sie müssen zurückkehren, um in der letzten Zeit den Tod zu erleiden (wie alle Menschen seit Adam und Eva) und dadurch für die Wahrheit zu zeugen.

## Ausgabe
- Ludus de Antichristo / Das Spiel vom Antichrist. Lateinisch und deutsch. Übersetzung und Nachwort von Rolf Engelsing. Reclam, Stuttgart 1976, ISBN 3-15-008561-6.